# Ommatius sparsus
Ommatius sparsus är en tvåvingeart som beskrevs av Scarbrough och Hill 2000. Ommatius sparsus ingår i släktet Ommatius och familjen rovflugor. Inga underarter finns listade i Catalogue of Life.